# Directeur Alphand
'Directeur Alphand' est un cultivar de rosier obtenu en 1883 par le rosiériste français Louis Lévêque. Cet hybride remontant rend hommage à l'ingénieur des Ponts et Chaussées Adolphe Alphand (1817-1891), urbaniste dans le sillage du baron Haussmann, amateur de jardin, considéré comme le père des espaces verts de Paris.

## Description
Le buisson érigé de 'Directeur Alphand' s'élève à 150 cm. Ses fleurs sont grosses, pleines, en forme de coupe, un gros œil au cœur. Leur coloris est pourpre foncé à reflets violine. Leurs pétales bien déroulés sont plus pâles au revers. La floraison est remontante. Elles sont très parfumées. 
Cette variété résiste à des températures hivernales de -20°C. Elle est présente dans des catalogues d'amateurs de roses romantiques et appréciée pour son coloris plein de distinction et son parfum capiteux.    